# 黄泥塘街道
黄泥塘街道（こうでいとうかいどう）は中華人民共和国湖南省婁底市婁星区の街道弁事処。

## 行政区画
- 新立社区
- 福嶺社区
- 双園社区
- 市場社区
- 鳳陽社区
- 高溪社区
- 洪家洲社区
- 譚家山社区
- 索橋社区
- 花廟沖社区
- 朝陽社区
- 公園社区
- 旁山沖社区
- 碧溪社区
- 南陽村
- 恩口村
- 東来村
- 曹家村
- 漣浜村

## 地理
- 河川：漣水

## 教育
- 瀟湘職業学院

## 医院
- 婁底市第一人民医院

## 交通

### 道路
- 婁漣高速公路[1]
- 婁星南街[1]
- 新興路[1]

## 観光
- 青山公園[2]